# Nikolai Nikolajewitsch Katschalow der Ältere

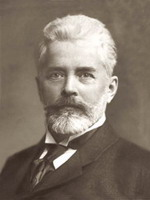
Nikolai Nikolajewitsch Katschalow der Ältere

Nikolai Nikolajewitsch Katschalow der Ältere (russisch Николай Николаевич Качалов старший; * 
29. Apriljul. / 11. Mai 1852greg. im Gouvernement Nischni Nowgorod; † 1. Maijul. / 14. Mai 1909greg. auf der Krim) war ein russischer Offizier, Elektroingenieur und Hochschullehrer.

## Leben
Katschalow stammte aus einer alten russischen Adelsfamilie. Sein Vater war der Geheime Rat und Direktor des Zoll-Departements des Finanzministeriums Nikolai Alexandrowitsch Katschalow.
Katschalow absolvierte die Marinekadettenschule (Abschluss 1869) und die Nikolai-Marineakademie (Abschluss 1876) in St. Petersburg und schließlich die Minenschule in Kronstadt (Abschluss 1879). Er nahm  am Russisch-Osmanischen Krieg (1877–1878) teil und heiratete dann (in erster Ehe) Olga Lwowna geb. Blok (1861–1900), Schwester des Juristen Alexander Lwowitsch Blok und Tante des Dichters Alexander Alexandrowitsch Blok. 1878 wurde Katschalow Militärattaché an der russischen Botschaft in Berlin. Da der Familie das Leben in der Großstadt nicht gefiel, ließ sie sich im Dresdner Villenvorort Loschwitz nieder.

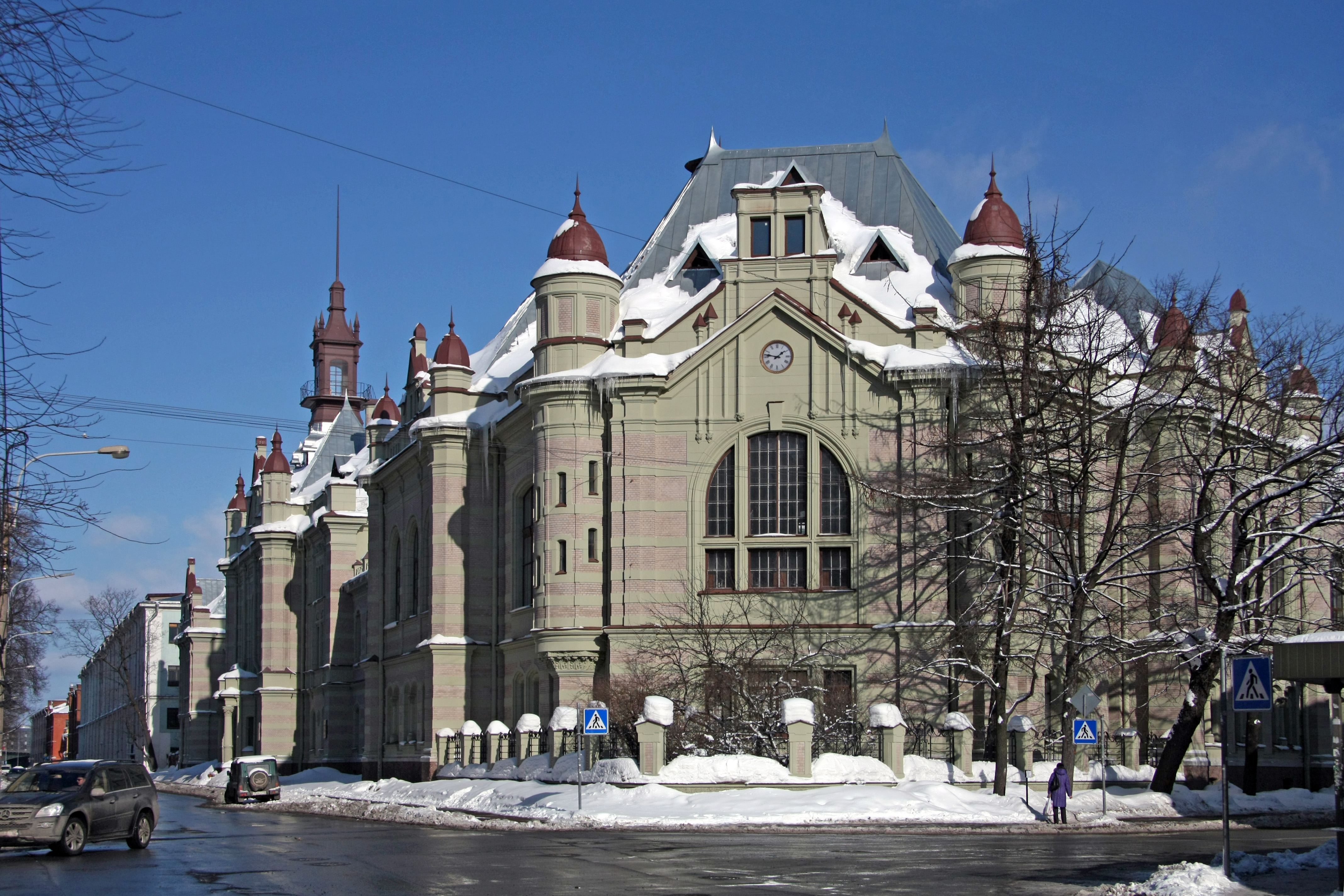
Hauptgebäude des Elektrotechnischen Instituts (ETI) auf der St. Petersburger Aptekarski-Insel an der Professor-Popow-Straße

1886–1895 war Katschalow Inspektor des russischen Posttelegrafenamts. Anschließend wurde er Direktor des St. Petersburger Kaiserlichen Elektrotechnischen Instituts (ETI) Alexander III. als Nachfolger des verstorbenen Nikolai Grigorjewitsch Pissarewski. Er saß der besonderen Baukommission für den Bau der Gebäude des Elektrotechnischen Instituts vor und baute das Hauptgebäude auf der Aptekarski-Insel, wofür er 1,6 Millionen Rubel aus der kaiserlichen Familienkasse erhielt. 1905 wurde er Gouverneur des Gouvernements Archangelsk. Sein Nachfolger im ETI  war Alexander Stepanowitsch Popow. 1907 schied Katschalow aus gesundheitlichen Gründen aus dem Dienst, um sich auf der Krim behandeln zu lassen.
Aus Katschalows erster Ehe überlebten die Kinder Olga (1878–1940), Sofia (1880–1967), Nikolai (1883–1961, Chemiker und Mitbegründer der Produktion optischer Gläser in Russland), Lwow (1888–1975), Kirill (1893–1937) und Marija (1900–1883).